# ارژبت گویاش-کوتلش
اِرژِبِت گویاش-کوتِلِش (به مجاری: Erzsébet Gulyás-Köteles؛ ۳ نوامبر ۱۹۲۴ – ۱۶ ژوئن ۲۰۱۹) ژیمناست هنری اهل مجارستان بود.
وی در مسابقات کشوری و بین‌المللی در مجموع برندهٔ ۱ مدال طلا، ۳ مدال نقره و ۱ مدال برنز شد.
گویاش-کوتلش در ۱۶ ژوئن ۲۰۱۹، در سن ۹۴ سالگی در بوداپست، مجارستان درگذشت.